# Adam Gottlob Moltke
Adam Gottlob Moltke por Carl Gustaf Pilo. Museu de História Nacional da Dinamarca, Hillerød
Adam Gottlob von Moltke (Gut Walkendorf, Meclemburgo, 10 de novembro de 1710 — Haslev, 25 de setembro de 1792), foi um conde teuto-dinamarquês. Foi Marechal da Corte, grande latifundiário e uma das figuras mais importantes durante o reinado de vinte anos do rei Frederico V da Dinamarca, de 1746 a 1766. Ele também era um patrono das artes e deixou importantes edifícios e obras de arte, que encomendou aos melhores arquitetos e artistas da época.
Moltke esteve envolvido no movimento emergente de reforma agrária e, principalmente, no desenvolvimento técnico da agricultura. Ele também foi presidente da Companhia Asiática 1750–1771, da Academia de Belas Artes e do Hospital Frederico. Teve 22 filhos, espalhando a família Moltke na Dinamarca e tornando-a grande e influente.

## Juventude
Moltke nasceu em 10 de novembro de 1710 na propriedade de Riesenow, em Meclemburgo, e era alemão de nascimento. Seu pai, o tenente-coronel Joachim von Moltke (falecido em 1730), casado com Magdalene Sophie, nascida von Cothmann, havia sido um oficial dinamarquês, um de seus tios era o mestre de estábulos do irmão de Frederico IV, o príncipe Carlos, outro era governador do condado de Møn. O último, Caspar Gottlob Moltke, empregou-o como pajem do então príncipe herdeiro Cristiano em 1722 e, quando foi nomeado moço de câmara do príncipe Frederico (mais tarde Frederico V), de 7 anos, em 1730, estabeleceu-se um relacionamento próximo entre ele e o último, que durou fielmente até a morte de Frederico em 1766. Como a carreira de Moltke acabou, foi impossível para ele obter uma rica educação espiritual por meio de estudos ou viagens; no entanto, ele foi despertado religiosamente desde cedo e parece ter estado em contato com os morávios por algum tempo; os estados de espírito religiosos também aparecem fortemente em seus registros sobreviventes. Embora o príncipe gostasse muito dele, Moltke sentiu-se pressionado enquanto trabalhava em sua corte como camareiro (a partir de 1735). Em 1735, pobre como era, ele se casou com Christiana Frederikke Brüggemann (1712–1760), filha do tenente-coronel Godske Hans Brüggemann, de Ulriksholm e Østergård, de quem esteve noivo por sete anos, e ela lhe deu um filho após o outro, treze no total (o pai dela era muito rico e possuía duas propriedades). Portanto, ele só queria uma posição razoavelmente boa como governador do condado de Møn, o que lhe foi prometido; mas Cristiano VI o surpreendeu ao nomeá-lo marechal da corte do príncipe (1743), no ano seguinte o colocou como camareiro-chefe à frente do Estado da corte de seu filho e, logo depois, o nomeou cavaleiro da Ordem do Dannebrog (1745). Um importante testemunho de sua confiança em Moltke foi dado quando ele temia que seu filho estivesse ficando fora de controle moralmente, e quando procurou confidencialmente a ajuda de Moltke para esclarecer a questão e remover os maus elementos do ambiente de seu filho.

## Reinado de Frederico V

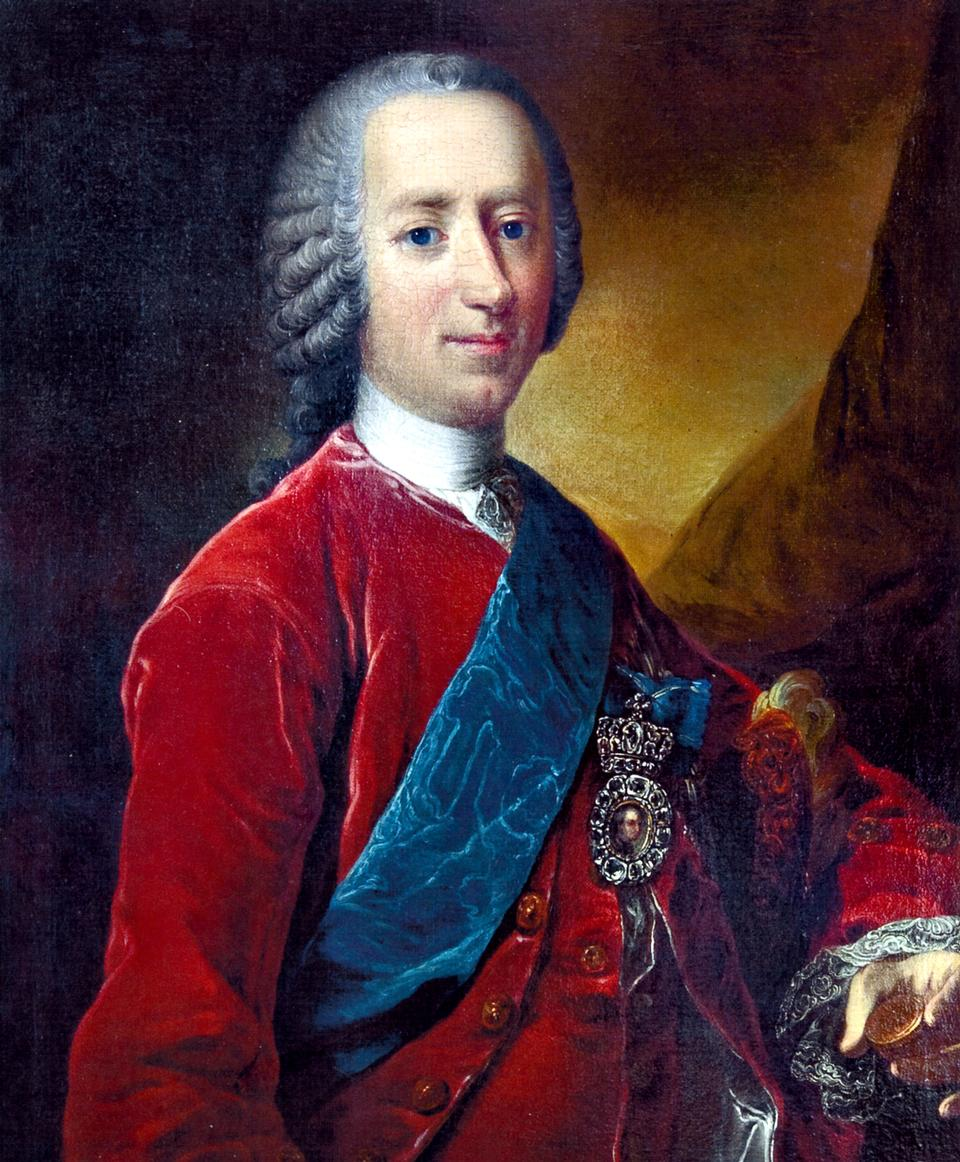
Retrato de Adam Gottlob Moltke por Carl Gustaf Pilo (1760)

Frederico V mal havia se tornado rei em 1746 antes de agraciar Moltke; ele o nomeou Marechal da Corte (13 de setembro de 1746), deu-lhe a propriedade de Bregentved e o nomeou geheimrat (1747). Poucos anos depois (31 de março de 1750), ele elevou Bregentved, juntamente com várias propriedades que Moltke havia comprado, a condado. O cargo de Marechal da Corte havia sido anteriormente um mero encargo da corte; mas agora, sob Frederico V, era a posição externa que dava a Moltke a oportunidade, como amigo confidencial do rei, de estar perto dele cedo e tarde. Como Frederico V falava com ele sobre tudo o que lhe passava pela cabeça, era possível para ele, por meio de conversas e atas, exercer sua influência em todas as áreas que lhe convinham. Portanto, ele não desejava de forma alguma dirigir qualquer secretariado do governo ou mesmo ser membro do Conselho Privado. Quando o rei lhe deu expressamente um assento nesse Conselho no ano de 1763, ele obteve a isenção de frequentá-lo. Certamente não era necessário que ele participasse das deliberações do Conselho Privado, pois os ministros achavam necessário conversar com ele sobre muitos assuntos e garantir sua cooperação em questões importantes. Os diplomatas estrangeiros tinham tanta consideração por sua influência que um deles ocasionalmente disse que ele podia remover e instalar ministros à vontade. Portanto, muitas vezes consideravam tão importante negociar com ele quanto com o próprio ministro das Relações Exteriores, e às vezes até mais importante.

## Homem mais poderoso do país

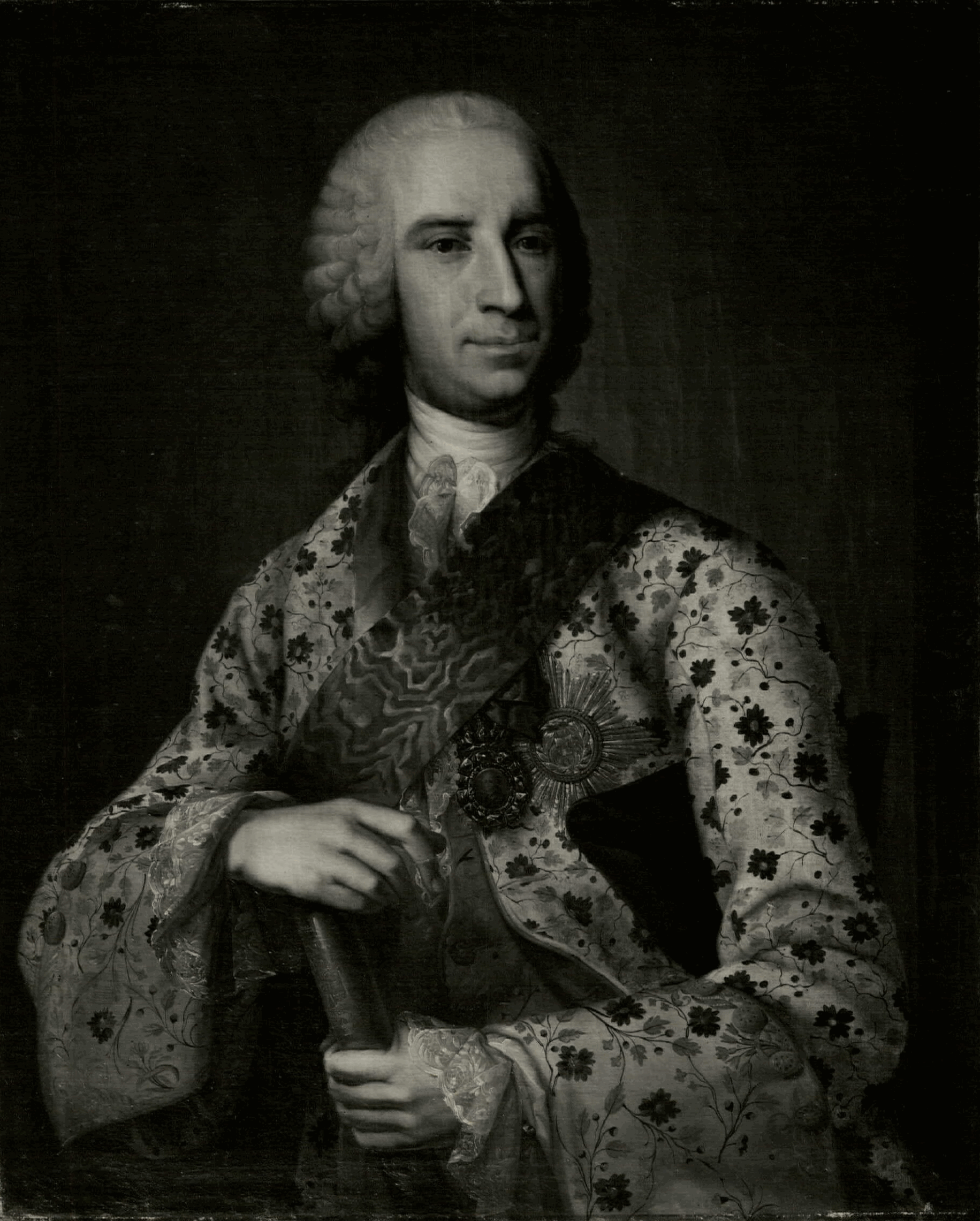
Retrato de Adam Gottlob Moltke por Peder Als (década de 1760)

A opinião dos diplomatas estrangeiros coincidia com a opinião geral do próprio país, tanto no alto quanto no baixo escalão; ninguém duvidava de que a melhor maneira de ganhar o favor do rei era conquistar Moltke para sua causa. Mas o que os ministros responderam a isso? Eles não poderiam, como se poderia pensar, achar nada além de que essa era uma relação intolerável; com toda a probabilidade, ela levaria a demissões muito embaraçosas ou os ministros se afundariam para se tornarem marionetes nas mãos de Moltke. No entanto, a história do reinado de Frederico V apresenta um quadro completamente diferente e, antes de mais nada, deve-se dizer que é mérito de Moltke o fato de as coisas não terem acontecido da maneira que se temia. Felizmente, Moltke não era um “favorito” comum, mas um amigo leal de seu rei e um bom patriota dinamarquês que, embora às vezes não se esquecesse de suas próprias vantagens, trabalhou seriamente para o bem do país de várias maneiras. Ele, que tinha uma boa mente e, pelo menos em várias direções, uma visão equilibrada, mas não era de modo algum um homem de talento superior, conhecia bem suas próprias limitações e, felizmente, não tinha a ambição de ser tudo. Portanto, aconselhou o rei, logo no início de seu reinado, que, embora devesse ver com seus próprios olhos dentro do possível, também deveria confiar nas deliberações do Conselho, e também o incentivou a preservá-lo em sua composição atual. Além disso, como ele próprio era obviamente atencioso e agradável em sua natureza, sabia pessoalmente como se colocar no relacionamento correto com o Conselho e com os outros colegiados do governo. Certamente não faltaram ordens de gabinete do rei ou mudanças de sua parte nas recomendações dos colégios, assim como também acontecia com bastante regularidade que o rei seguisse seu próprio caminho ao nomear funcionários e, em todos esses assuntos, ele certamente consultava Moltke, mas a característica predominante do governo, pelo menos no que diz respeito a todos os aspectos dos assuntos internos, era um governo colegiado no qual Moltke não interferia.

## Relacionamento com Schulin e Bernstorff

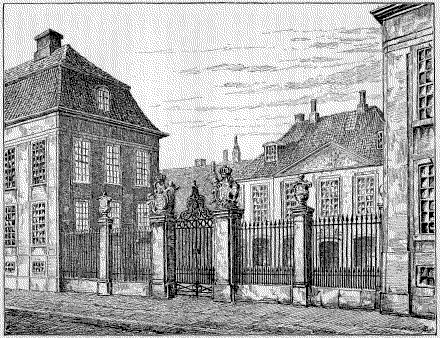
Hospital de Frederico, do qual Moltke foi diretor

De particular interesse é o relacionamento pessoal de Moltke com os dois importantes estadistas que desempenharam o papel mais importante durante o reinado de Frederico V, a saber, Johan Sigismund Schulin e Johann Hartwig Ernst von Bernstorff. Ele tinha grande admiração pelo primeiro deles e parece tê-lo considerado uma espécie de patrono para ele. Os diplomatas estrangeiros, portanto, acreditavam, com razão, que Moltke seguia a política que Schulin considerava correta, que ele a apoiava com o rei e nunca se opunha a ela. A situação se tornou diferente quando Schulin morreu em 1750 e, após um curto intervalo, Bernstorff, em 1751, tornou-se ministro das Relações Exteriores e membro do Conselho Privado. Provavelmente, na época, foi dito com razão que Moltke preferia que esse cargo fosse ocupado por Bernstorff do que pelo outro diplomata de destaque em questão, ou seja, o Conde Lynar. Mas o respeito que Moltke tinha por Schulin, que era muito mais velho do que ele, não sentia por Bernstorff, que era seu contemporâneo. Também parece que, ao lado de toda a boa forma que o caracterizava, Bernstorff tinha uma certa amplitude de discurso que podia ser irritante e que provavelmente gostava de deixar transparecer sua superioridade. É verdade que Moltke se sentia ofendido por seu comportamento, e havia quem soubesse tirar proveito disso. Além disso, não era incomum, embora provavelmente injustificada, a percepção de que o sistema político de Bernstorff era diferente do de Moltke, que ele tinha uma mentalidade inglesa, enquanto Moltke tinha uma mentalidade francesa. Frederico II da Prússia odiava especialmente Bernstorff e, vez ou outra, se perguntava se não seria possível fazer com que Moltke derrubasse Bernstorff. Mas, felizmente para o Estado, Moltke não deu vazão ao seu ressentimento contra Bernstorff; ele viu que era seu dever deixá-lo em seu lugar, e foi o que aconteceu. Tendo tomado seu partido, ele seguiu a bandeira de Bernstorff tão fielmente quanto havia seguido a de Schulin, e ainda foi um apoio valioso para Bernstorff, enquanto o Estado foi poupado de uma maquinação que, naquele momento perigoso, poderia ter sido ruinosa. O bem que ele fez ao lado de Bernstorff ficou mais evidente em 1762, durante o perigo que então ameaçava vir da Rússia. Deve-se considerar uma sorte para o país que, nessa época, quando muitos estavam desanimando, ele concordou com Bernstorff em permanecer firme e fazer uma proposta ao imperador russo Pedro III. Foi, por assim dizer, nos bastidores que vimos Moltke atuando como conselheiro do rei, tanto em termos de política externa quanto em relação à governança real do Estado. Conforme mencionado anteriormente, não fez muita diferença que, em 18 de março de 1763, ele se tornou membro do Conselho Privado quando não participava das reuniões. Poucos meses antes (2 de dezembro de 1762), ele havia se tornado membro da Diretoria de Sobretaxação e, embora Heinrich Schimmelmann fosse, sem dúvida, o principal homem nessa área, esse cargo o colocou em contato oficial com um importante setor da administração do Estado.

## Compromisso com a arte e a economia

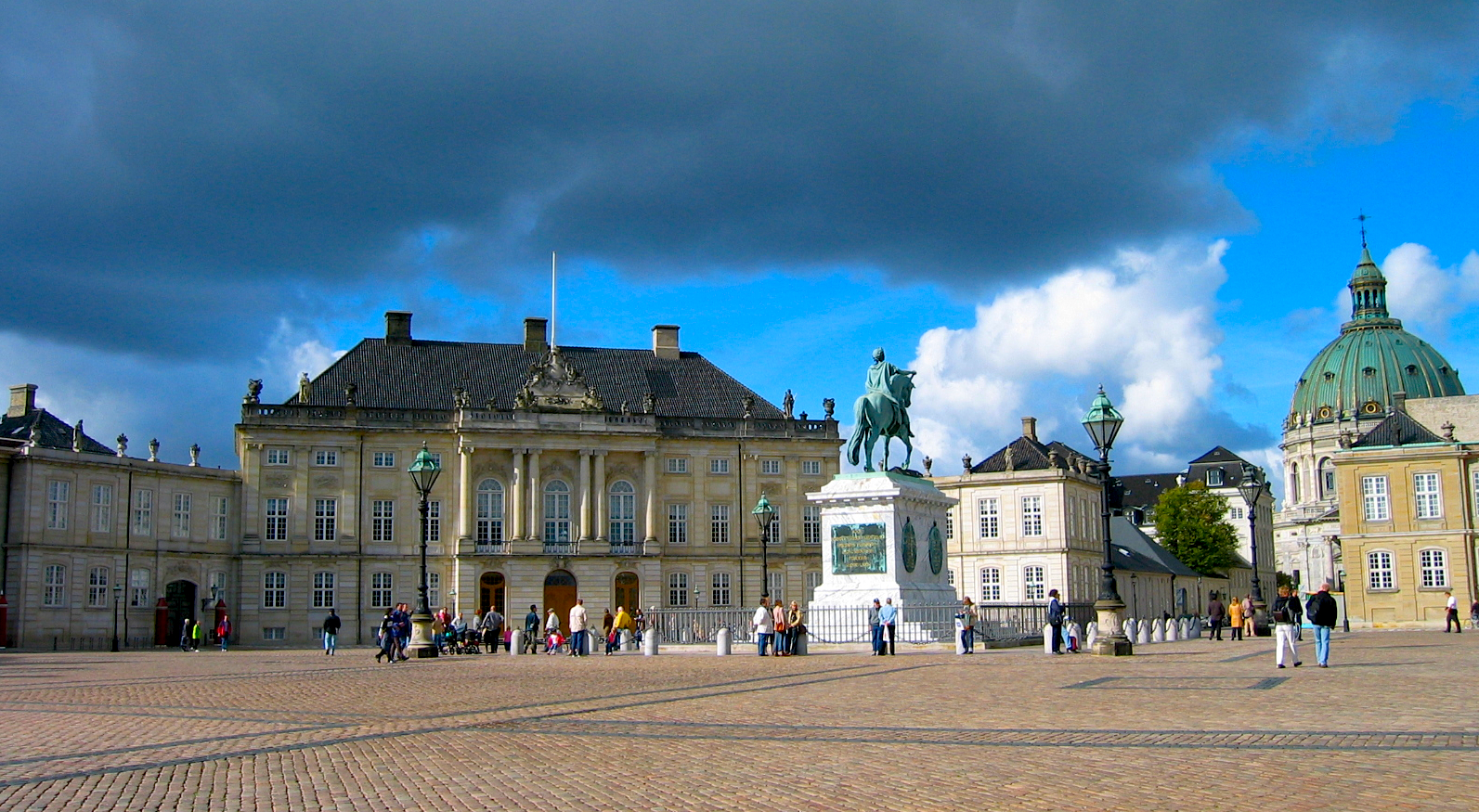
Amalienborg com o Palácio de Moltke à esquerda

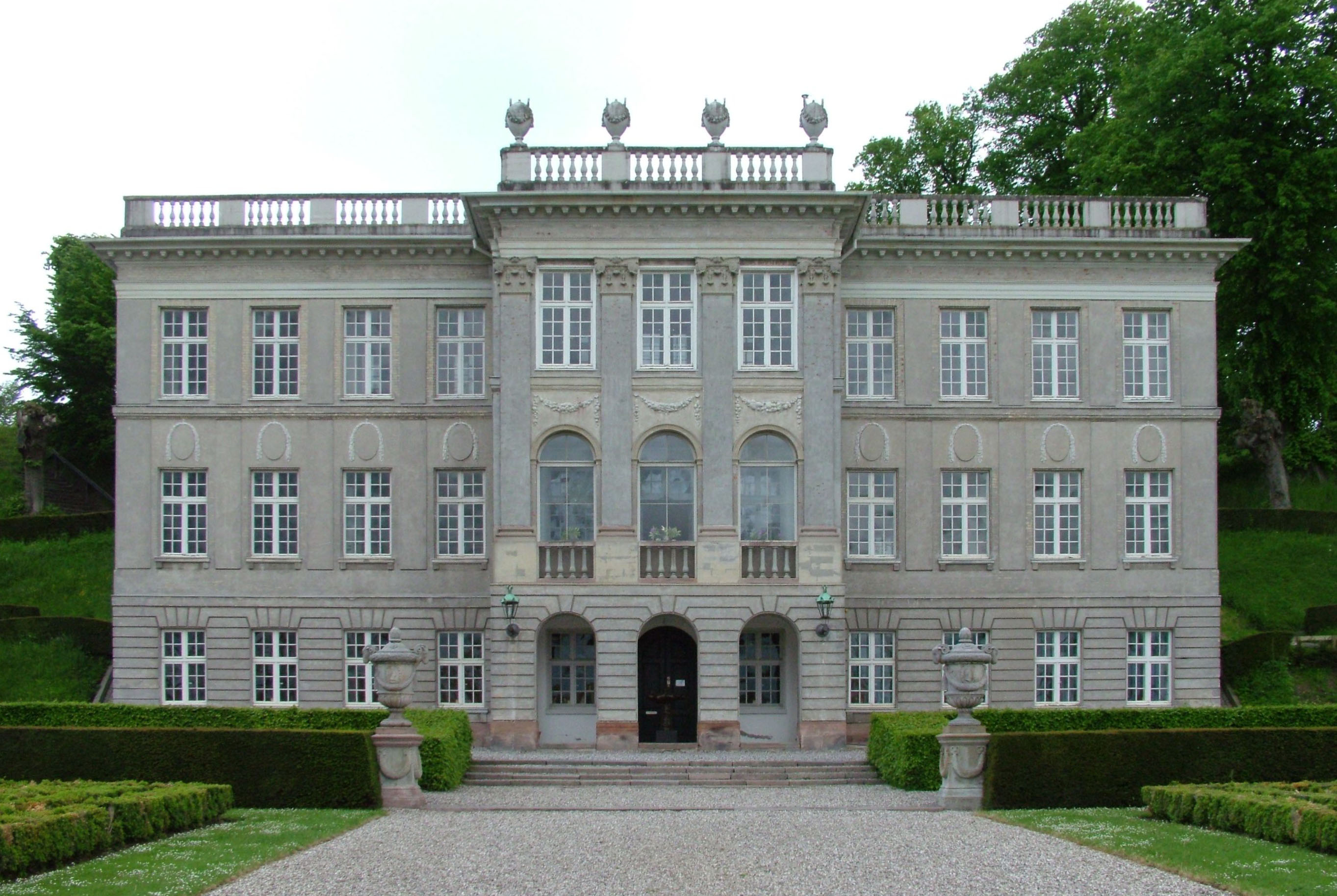
Castelo de Marienlyst, ampliado e modernizado por Moltke

Além disso, ele tinha a tarefa de administrar o Tesouro Pessoal do rei e também se destacava perante o público pela liderança geral que o rei lhe dava em determinadas áreas intelectuais. Quando a Academia Real Dinamarquesa de Belas Artes foi fundada, em 31 de março de 1754, Frederico V o nomeou seu presidente e também colocou uma nova instituição científica sob seu comando, a Sociedade de Ciências Naturais e Domésticas, que foi fundada em 1759, um arranjo estranho, pois se poderia pensar que tal instituição pertenceria naturalmente à Universidade. Não menos notável foi o fato de Moltke ter recebido o posto mais alto na administração do Hospital de Frederico, que foi fundado nessa época (1756).
Embora a vaidade de Moltke possa ter contribuído para que ele ganhasse destaque dessa forma, não se pode negar seu interesse genuíno nos assuntos com os quais tinha de lidar. A excelente coleção de pinturas que ele deixou para trás mostra claramente que ele tinha um talento para a arte, adquiriu uma coleção considerável em espécie e que as questões econômicas que surgiram na época o colocaram em forte movimento. Ele demonstrou que estava muito emocionado quando emitiu uma proclamação real em 31 de março de 1755, por meio da qual as pessoas eram incentivadas a preparar tratados sobre assuntos relacionados; o que escrevessem seria impresso às custas do governo. O efeito disso foi o animado debate na literatura que conhecemos, especialmente do Økonomisk Magasin e do Økonomiske Tanker til højere Eftertanke de Frederik Christopher Lütken.
A arquitetura era de especial interesse para ele, que exerceu grande influência para que Nicolai Eigtved tivesse liberdade para projetar Frederiksstaden. Eigtved projetou e decorou a mansão do próprio Moltke, expandiu Bregentved e projetou Turebyholm e, após sua morte em 1754, o Moltke, de orientação francesa, foi fundamental para trazer o arquiteto Nicolas-Henri Jardin para a Dinamarca. Jardin foi contratado para concluir a igreja de Mármore e, ao mesmo tempo, decorar o salão de banquetes da mansão de Moltke. Moltke também encarregou Jardin de ampliar o Castelo Marienlyst em Helsingor, que mais tarde foi vendido ao rei, e sua mansão Glorup em Fiônia. Esses dois complexos, Frederiksstaden e Glorup, estão incluídos no Cânone Cultural. Mais tarde, foi Caspar Frederik (Friedrich) Harsdorff, que Moltke contratou para construir a capela funerária de sua família como uma extensão da igreja de Karise.

## Grande latifundiário

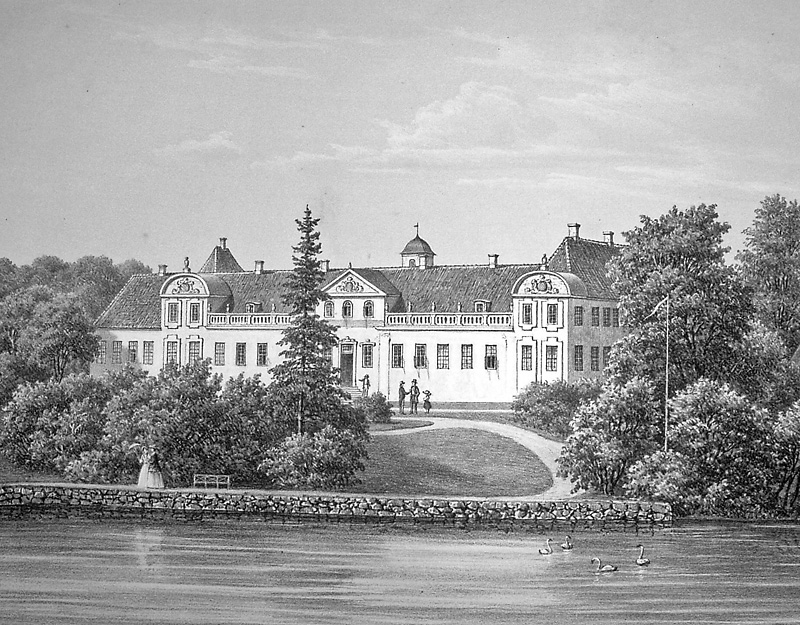
Bregentved no projeto de Nicolai Eigtved

Entre os assuntos tratados dessa forma, a questão do campesinato foi definitivamente a mais importante, e Moltke deve ser elogiado por permitir total liberdade de expressão nessa área, pois ele não simpatizava com a opinião, que estava começando a surgir com força na literatura, de que reformas significativas deveriam ser introduzidas para elevar o nível do campesinato. O próprio Moltke era um grande latifundiário. Ele não apenas possuía as consideráveis propriedades que formavam o condado de Bregentved (havia comprado Turebyholm do Estado em 1747, Juelline do conde Frederik Danneskiold-Samsøe em 1750 e Alslev e Tryggevælde de Peter Johansen Neergaard em 1751); mas, em vários momentos, ele também foi proprietário de Glorup e Rygård em Fiônia, das baronias de Lindenborg e Høgholm, bem como de Dronninglund e Dronninggård na Jutlândia, Gammelgaard em Lolland, Nygård (mais tarde Marienborg) em Møn, que mais tarde vendeu para Schimmelmann, Noer em Schleswig do Sul e Testorf na Holsácia. Não é improvável que os grandes interesses senhoriais que ele tinha o tenham levado, apesar de ser bom para seus camponeses como proprietário de terras, a não buscar a melhoria das condições rurais precárias em uma mudança na posição social dos camponeses, mas sim em uma agricultura mais moderna e na abolição da comunidade que corrompia tanto os senhores quanto os camponeses. Como proprietário de terras, ele foi um dos principais responsáveis pela introdução da rotação de culturas em vez da obsoleta agricultura de pastagem; ele introduziu o cultivo de trigo na Zelândia e, por meio de suas várias mudanças, aumentou significativamente a produção de grãos em suas propriedades. Após terem sido abandonadas por ele no ano de 1776, suas principais fazendas na Zelândia, sozinhas, deram uma safra recorde. Além do que realizou como proprietário de terras, ele teve grande participação nas primeiras medidas tomadas para restringir a comunidade (as ordenanças de 29 de dezembro de 1758, 28 de dezembro de 1759 e 8 de março de 1760).

## Niels Lassen
Por volta do final da década de 1750, quando a nova forma de agricultura — de agricultura de pastagem para rotação de culturas — foi implementada em Bregentved com um grande aumento de produtividade, Moltke começou imediatamente a reorganizar a agricultura na fazenda principal, Sofiendal, na paróquia de Terslev.
Um dos fazendeiros de Moltke, Niels Lassen, viu as mudanças em Sofiendal e pediu permissão a Moltke para realizar experimentos semelhantes em sua fazenda Sprettingegård, que fazia parte de Turebyholm, que tinha então 9 acres de tamanho. Ele não só obteve permissão para o experimento, como também, como recompensa por vencer o senhorio, Moltke lhe deu a Sprettingegård como herança e propriedade. A Sprettingegård recebeu terras de 2 a 3 fazendas abandonadas ou queimadas em Alkestrup. Dessa forma, as terras foram retiradas do uso comum da cidade e se tornaram uma fazenda independente de Turebyholm. Niels dividiu suas terras em onze lotes, que ele equipou com valas duplas e cercas vivas. A fazenda foi recém-construída com tijolos feitos de pedra queimada em seu próprio forno de tijolos. Moltke também pôde enfatizar seu orgulho pelo fato de Niels Lassen ter um lucro anual de duzentos táleres e também deu a Niels a pequena medalha de prata por ter construído um forno de tijolos. Niels, portanto, tornou-se o primeiro fazendeiro expatriado da Zelândia antes da palavra adquirir seu significado, e Moltke foi o precursor das reformas agrárias no final dos anos 1700. O título de “primeiro fazendeiro expatriado da Zelândia” é atribuído ao acadêmico Hans Jensen Bjerregaard, Gentofte sob Hørsholm, que mudou sua fazenda em 1766, doze anos depois.

## Mercantilismo

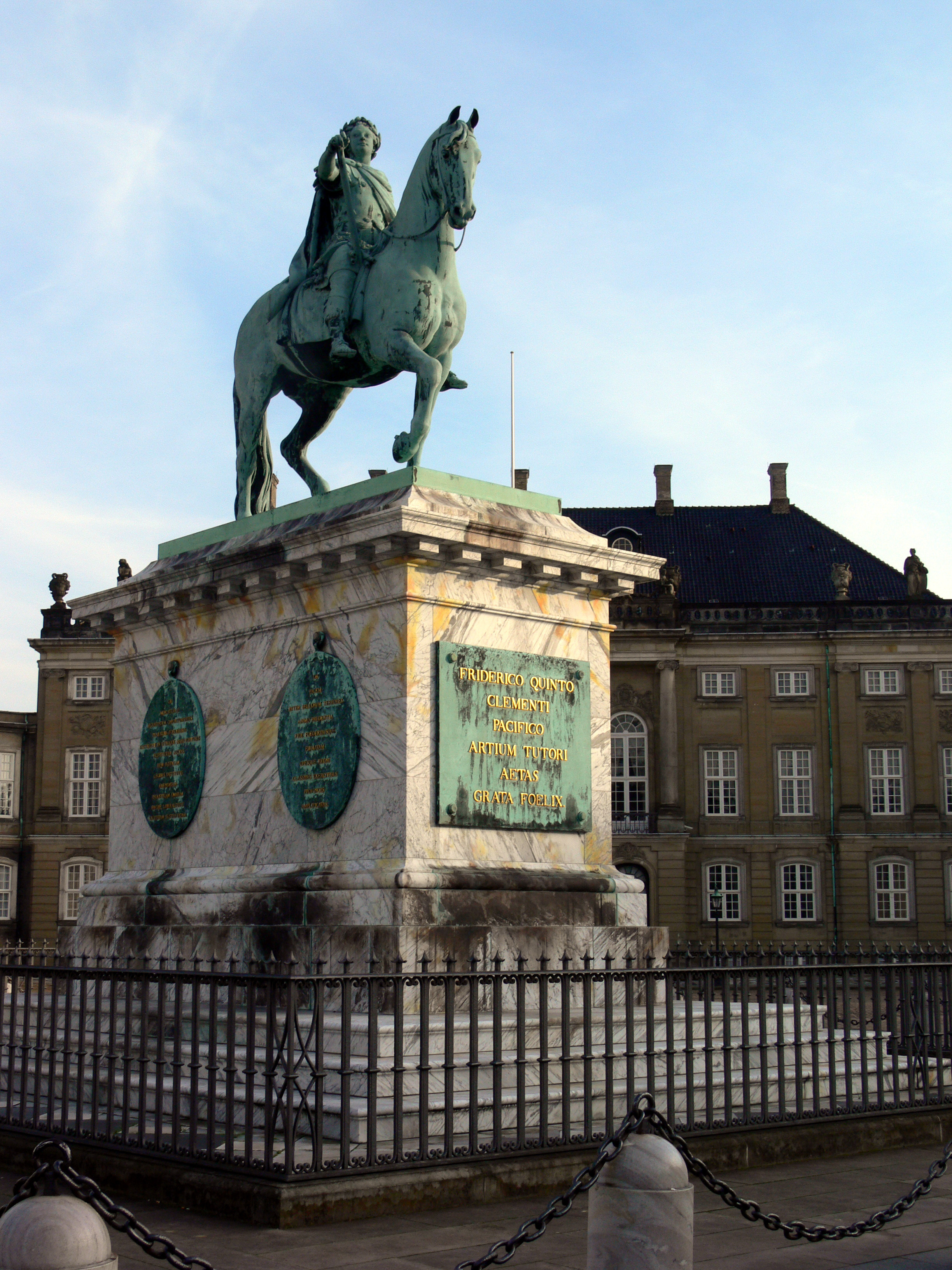
Estátua equestre de Frederico V, paga pela Companhia Asiática

Moltke não era apenas um proprietário de terras, ele também participava de empreendimentos comerciais, o que não era incomum para pessoas nobres se envolverem na época. As empresas comerciais que surgiram consideravam vantajoso ter grandes homens à frente delas. Acima de tudo, um homem que, como Moltke, tinha o ouvido do rei e sua influência nos círculos governamentais, tinha de ser um excelente candidato à presidência. Ele ocupou esse cargo tanto na Companhia das Índias Ocidentais e Guiné quanto na Companhia Asiática; foi até mesmo presidente desta última por 21 anos (1750–1771). Infelizmente, foi justamente em seu relacionamento com a Companhia Asiática que ele demonstrou que poderia ser desfavorável para uma empresa comercial ter um cortesão como presidente. Quando a Frederiksstaden, em Copenhague, foi construída (1749), foi apresentada a ideia de que ela deveria ser adornada com uma estátua do rei Frederico V era vaidoso o suficiente para se apaixonar por esse plano, e Moltke não só o apoiou, como também conseguiu obter dinheiro para isso, persuadindo a Companhia Asiática, como presidente da empresa, a assumir a despesa em reconhecimento aos favores que o rei havia lhe prestado em várias ocasiões. Os acionistas concordaram prontamente com a proposta, mas quando as despesas, graças à trapaça e ao controle inadequado, aumentaram gradualmente até atingir proporções monstruosas, o sentimento deles não ficou nada satisfeito. A frieza que demonstraram para com Moltke quando ele renunciou à presidência em 1771 talvez estivesse na maioria relacionada a esse fato.

## Relacionamento com o rei
Embora Moltke, nesse caso, tenha se mostrado um cortesão, ele merece crédito por buscar honesta e fielmente beneficiar Frederico V em seu relacionamento com ele. Entre outras coisas, ele fez aparentemente o que pôde para apoiar o rei contra as tentações às quais seu temperamento sensual e seu caráter fraco o expunham. As cartas do rei para ele que conhecemos são, de certa forma, pouco substanciais, por conterem apenas explosões de humor de Frederico V; mas são significativas devido à forte impressão que dão de que Moltke muitas vezes preferiu se expor à veemência do rei a não se conter contra seus excessos. Nesse aspecto, ele tem sido o bom espírito de seu rei. Molkte, sem dúvida, colheu uma grande recompensa da amizade fiel que Frederico V tinha por ele até que ele, por assim dizer, deu seu último suspiro em seus braços. Ele expressou esse sentimento, não apenas por meio de honrarias como as mencionadas acima, às quais se pode acrescentar que Moltke recebeu a Ordem da União Perfeita em 1747 e se tornou Cavaleiro do Elefante em 1752, mas especialmente pelo fato de que, após a morte da Rainha Luísa, ele se casaria com uma filha de Moltke. Este último, que era o menos desprovido de prudência, foi, no entanto, prudente o suficiente para evitar essa perigosa honra.
Infelizmente para Moltke, um favor comum não correspondia à amizade que o rei tinha por ele. Por si só, era natural que a inveja surgisse contra ele, assim como era natural que aqueles que procuraram a ajuda do homem de alta estirpe e não obtiveram o que desejavam ficassem furiosos. Além disso, no final do reinado do rei, havia um ressentimento bastante generalizado contra aqueles que eram seus conselheiros mais próximos. Certamente, pode-se dizer que a sorte favoreceu a política bernstorffiana apoiada por Stærkt. O perigo que ameaçava a inimizade do imperador russo Pedro III em 1762 havia sido superado por sua deposição e morte, e havia a perspectiva de resolver pacificamente a preocupante questão de Gottorp. Mas, em parte, o povo não tinha conhecimento de como as coisas estavam e, em parte, não as entendia; eles só olhavam para os inconvenientes que o relacionamento havia trazido para o povo externamente, causando novos impostos e confundindo o sistema monetário. Por isso, os ministros foram culpados; mas a aversão foi dirigida especialmente contra Moltke, porque ele havia de fato se tornado um homem rico; sua mansão no que hoje conhecemos como Amalienborg era considerada, com razão, a residência particular mais esplendidamente mobiliada da cidade.”
Quando as pessoas julgaram Moltke com severidade, foi na maioria porque o acusaram de usar sua influência junto ao rei para seu próprio benefício. Entretanto, essa era uma acusação injusta. Com exceção de um único movimento, na verdade, bastante insignificante, não seria possível provar que ele havia se beneficiado de forma injustificável. Ele conseguiu adquirir sua fortuna principalmente por ser um bom economista e por comprar suas propriedades em uma época em que o preço das propriedades rurais era extremamente baixo em comparação com o que já era no final do reinado de Frederico V. Ele também teve um estranho grau de sorte em várias ocasiões, já que sua esposa uma vez ganhou nada menos que 60.000 rdl. na loteria. A excelente posição que ele ocupava fez naturalmente com que diplomatas estrangeiros comentassem com frequência sobre seu caráter. Seus julgamentos são muito diferentes. Podemos vê-lo como “um cortesão sábio, de bom caráter, firme e confiável no que promete, cuidadoso ao se familiarizar com todos os assuntos, muito sensível à honra de seu mestre”; mas ele também foi retratado como uma personalidade muito indigna, que só pensava em enriquecer e satisfazer sua imperiosidade, e que mantinha um bando de batedores em torno de Copenhague, de modo que conseguia atormentar todos aqueles em seus assuntos privados que ele não podia suprimir publicamente. Os diplomatas, no entanto, muitas vezes são observadores superficiais e apaixonados, cujos julgamentos são determinados pelo fato de encontrarem prazer na política do homem que julgam. É certo que, embora não haja nada de grandioso sobre Molkte, não apenas o que ouvimos de outras formas sobre suas relações com o rei e com os estadistas da época de Frederico V, favoráveis ao seu caráter, testemunham em alguma direção que desperta simpatia viva; mas as declarações de várias personalidades diferentes que entraram em contato com ele também indicam que ele era basicamente um homem corajoso e honrado que gostava de beneficiar, mas não de prejudicar os outros. Temos uma carta de Bernstorff para ele, escrita em dezembro de 1770, que afirma: “durante 26 anos, Vossa Excelência nunca conheceu a vingança ou o orgulho, ou jamais abusou de seu poder, fez o bem a todos, o mal a ninguém, fez do período em que teve influência a época da honra e da caridade”.

## Perda de poder
Quando Frederico V morreu em 14 de janeiro de 1766, o reinado de Moltke terminou. Cristiano VII não gostava dele, e diz-se que, referindo-se à alta estatura de Moltke, ele disse: “Cegonha por baixo, raposa por cima”; ele tinha como inimiga a rainha viúva Sofia Madalena, que durante algum tempo foi muito querida por Cristiano VII e tinha ciúmes de Moltke por sua influência sobre Frederico V. A Casa de Danneskiold-Samsøe tinha rancor dele desde sua renúncia em 1746, e ele enfrentou o jovem príncipe Carlos de Hesse-Cassel, um dos favoritos do rei, quando lutou contra seu casamento com a irmã do rei, a princesa Luísa.
Nessas circunstâncias, foi duplamente lamentável que ele fosse conhecido por ser tudo menos popular. Imediatamente após a subida de Cristiano VII ao trono, ele foi atacado por inimigos, incluindo seu próprio cunhado, o primeiro-ministro Ditlev Reventlow, por sua gestão do Tesouro Pessoal e, embora, segundo seu próprio relato, ele tenha rejeitado esses ataques, não é improvável que alguma suspeita tenha permanecido com o rei. De qualquer forma, é fato que, em julho de 1766, ele foi repentinamente demitido de seus cargos mais importantes, e isso sem pensão, uma prova clara de que havia caído em desgraça. Mas logo sentiu um sopro de felicidade novamente. Não apenas foi convidado a participar da coroação do rei (1 de maio de 1767), mas também teve o prazer de ser homenageado com uma medalha de ouro pela Academia de Artes naquele mesmo ano em reconhecimento aos seus méritos e, durante a turbulência na corte no inverno de 1767–1768, em parte como resultado da influência russa, ele, que era um ardente defensor da aliança com a Rússia, mais uma vez entrou no Conselho Privado (8 de fevereiro de 1768). No mesmo dia, tornou-se novamente presidente da Junta de Sobretaxação e recebeu um assento na Comissão de Terras criada em 1767, que em 15 de abril de 1768 foi transformada em Colegiado Geral de Terras. Aqui, ele teve a oportunidade de trabalhar no aspecto dos assuntos rurais que o interessava, como vimos acima, ou seja, o aspecto econômico, incluindo o desenvolvimento da abolição da comunidade (regulamento de 28 de junho de 1769). No entanto, suas atividades aqui e no Conselho Privado não duraram muito. Quando se recusou a se relacionar com Schack Carl Rantzau e Johann Friedrich Struensee, foi demitido em 10 de dezembro de 1770, novamente sem pensão. De agora em diante, seu papel foi definitivamente encerrado.
No final de 1771, Magnus Beringskjold tentou, em vão, convencê-lo a participar da conspiração contra Struensee; não apenas sua cautela, mas também o conhecimento próximo que ele tinha da falta de confiabilidade em Beringskjold desde tempos anteriores, impediram-no de se envolver em tal coisa. A queda de Struensee em 17 de janeiro de 1772 não provocou nenhuma mudança em sua posição, mas após a mudança de poder em 1773, ele recebeu uma pensão de 4 mil táleres que foi vista mais como prova de reconhecimento do que como ajuda necessária. Ele mesmo diz que, alguns anos antes, em resposta a rumores de que havia acumulado uma fortuna colossal (10 a 12 milhões de táleres), ele a calculou e descobriu que não possuía um milhão. Mas mesmo que estivesse certo sobre isso, ele ainda era um homem excepcionalmente rico para os padrões da época. Os últimos anos de sua vida, até sua morte em 25 de setembro de 1792, ele passou em silêncio, no inverno em Copenhague e no verão em Bregentved.

## Registros
Durante esse período, ele completou os registros que havia feito anteriormente sobre a história de Frederico V e suas próprias experiências. Imediatamente após sua morte, falou-se que ele havia deixado esses registros, mas foi somente em 1870 que eles foram publicados na Historisk Tidsskrift, que incluía uma demonstração de que Frederico V havia seguido um plano de governo elaborado por Moltke em sua ascensão ao trono, um relato dos eventos mais importantes durante seu reinado, algumas características das negociações com a Rússia sobre o caso Gottorp e a autobiografia do próprio Moltke. Alguns anos depois, o mesmo periódico, publicou o plano de Moltke mencionado acima para o reinado de Frederico V. Embora Moltke dominasse completamente o idioma dinamarquês na escrita e na fala, sua língua materna, o alemão, permaneceu mais próxima a ele, e é também nesse idioma que seus registros foram escritos. Eles têm um valor considerável pelas informações que fornecem sobre a percepção de Moltke sobre vários assuntos importantes e medidas governamentais durante o reinado de Frederico V, e também sobre sua posição em relação a esse rei. Elas têm o mérito de serem escritas de maneira uniforme e natural, sem a adição de julgamentos severos sobre os outros, muito menos calúnias ou o desejo de contar escândalos. Assim, elas testemunham a favor do caráter de seu autor. Em algumas partes, eles também contêm detalhes historicamente importantes e mostram como Moltke estava completamente familiarizado com o que estava acontecendo de importante em termos políticos; mas eles não são, de forma alguma, imunes a críticas. Moltke deve ter confiado em sua memória ao escrevê-las e, não raro, ela falhou com ela. Há erros evidentes neles, e até mesmo em pontos onde menos se esperaria.
Após a morte de sua primeira esposa em 1760, ele se casou com Sophie Hedevig Raben (1732–1802), filha do Conselheiro Privado Christian Frederik Raben. No ano seguinte à morte de seu marido, ela fundou a casa ancestral de Moltkenborg para seus filhos com o conde.

## Descendência
Nesses dois casamentos, ele teve 22 filhos:
- Deputado de Finanças, Marechal da Suprema Corte, Conselheiro Privado, Cavaleiro Branco, Doutor em Direito, Conde Christian Frederik Moltke de Turebyholm (1736–1771)
- General de Cavalaria, Camareiro e Cavaleiro Branco, Conde Caspar Herman Gottlob Moltke de Dronninggård e Dronninglund (1738–1800)
- Tenente-General de Cavalaria, Camareiro e Cavaleiro Branco, Conde Christian Magnus Frederik Moltke de Nør (1741–1813), que se tornou o ancestral dos Condes Moltke de Nør
- Conde Frederik Ludvig Moltke (1745–1824), membro adjunto do Colegiado Geral de Terras, enviado em Oldemburgo, Conselheiro Privado e Cavaleiro Branco, conhecido como “o sábio Moltke”
- Ministro de Estado, Conde Joachim Godske Moltke (1746–1818), que herdou o condado de Bregentved
- Vice-almirante, camareiro e Cavaleiro Branco, conde Adam Gottlob Ferdinand Moltke (1748–1820)
- Stiftamtmand em Trondheim, depois em Cristiânia e, por fim, em Funen, Conselheiro Privado, Cavaleiro Azul e Branco, Conde Gebhard Moltke (1764–1851) da Casa de Moltkenborg, que, por patente de 12 de julho de 1843, foi nomeada Moltke-Huitfeldt e recebeu um novo brasão com as marcas das duas famílias
- Ministro de Estado, Conde Otto Joachim Moltke (1770–1853), que se tornou o ancestral dos Condes Moltke de Espe
- Enviado a Estocolmo, Haia e Londres, Conselheiro Privado e Cavaleiro Branco, Conde Carl Emil Moltke (1773–1858), do qual descendem os Condes Moltke de Nørager.